# Phek (district)
Phek is een district van de Indiase staat Nagaland. Het district telt 148.246 inwoners (2001) en heeft een oppervlakte van 2026 km².
Dimapur · Kiphire · Kohima · Longleng · Mokokchung · Mon · Noklak · Peren · Phek · Tuensang · Wokha · Zunheboto